# Pang Tong
En aquest nom xinès, el cognom és Pang.
Páng Tǒng (178-214 EC) va ser un assessor del senyor de la guerra Liu Bei durant els períodes de la tardana dinastia Han oriental i els Tres Regnes de la història xinesa. Va rebre el sobrenom del Fènix jove (鳯雛, Fèngchú) per part del seu oncle Pang Degong a causa del seu aspecte lleig, però també per raó de les seves capacitats i talent (igual que el nadó de l'au fènix és molt lleig, però creix fins a ser una criatura bella i llegendària). Pang no era gaire conegut fins que es trobà amb Sima Hui, un erudit reclusiu que el va catalogar com a gran talent de la part meridional de la província de Jing després de debatre un dia sencer amb ell.

## Biografia

### Inicis
Pang Tong era nadiu de Xiangyang. Semblava tranquil i babau en la seva joventut i els seus talents no foren reconeguts per ningú. Quan Pang va fer-se adult, va anar a visitar Sima Hui, que era famós per trobar i recomanar persones de talent. Sima Hui i Pang Tong van seure sota una morera i van tenir una llarga discussió fins a altes hores de la matinada. Sima Hui sentí que aquest era una persona extraordinària i va assenyalar que Pang era "l'hereu dels estudiosos del sud de la província". Des de llavors, Pang Tong gradualment va anar guanyant més reconeixement entre els cercles d'erudits.
Pang Tong va ser més tard nomenat oficial de mèrit (功曹) a la comandància de Nan (南郡; en l'actualitat Jingzhou, Hubei). Va fer de taxador, i les seves crítiques sobre les persones estaven més centrades en les seves virtuts personals més que en les seves habilitats. Li agradaven les lliçons ètiques i constantment es va esforçar per mantenir els seus estàndards morals. Normalment elogiava en gran manera quan se'l demanava que avalués una persona. De vegades, la gent es quedava perplexa i li preguntaven que per què havia dit això, a la qual cosa contestava: "La nació es troba actualment en un estat de desordre, i les bones persones es troben aclaparades per això. Desitge canviar les normes socials mitjançant l'encoratjament de les bones persones, proporcionant-los una millor (exagerada) reputació; perquè així puguen servir de models per als altres."